# Casa Pallarès
La casa Pallarès, popularment coneguda com a Villa Alícia, és un edifici de Tortosa (Baix Ebre) catalogat com a bé cultural d'interès local.

## Història
Aquesta casa va ser construïda entre els anys 1906 i 1907 per l'arquitecte Pau Monguió i Segura. El 1940 va canviar de propietari, i s'hi van realitzar algunes alteracions que comportaren la desaparició d'elements decoratius. Posteriorment, un altre propietari li va donar l'actual nom. El 2004, el grup de construcció Gaton va iniciar la rehabilitació de l'edifici i actualment és la seva seu.

## Descripció
Es tracta d'una edificació aïllada, actualment integrada dins el nucli urbà, en el sector de l'Eixample del Temple. La façana mira a l'avinguda de la Generalitat, encara que resta endarrerida respecte al nivell d'aquesta per un sector de jardí. Construcció de planta quadrada amb un cos, també quadrat, adossat a la façana a manera de torre. El cos pròpiament de l'habitatge té planta i un pis, coberta de teulada a doble vessant i un ample ràfec. S'obre mitjançant finestres d'arc escarser de maó. La torre sobrepassa en alçada la resta de l'edifici. Al nivell del carener de la teulada de la casa presenta una balconada que rodeja tot el perímetre, sostinguda per mènsules decoratives, a la qual s'obre mitjançant una galeria de tres arcs de mig punt rebaixat per banda. Com a remat superior, una balustrada amb hídries superiors als angles.
L'arrebossat simula en alguns sectors carreus i en altres està pintat. En el capcer, l'emmarcament dels arcs i la línia que marca la separació interior de pisos, la decoració és a base de maons i rajola vidrada. Davant la porta d'accés hi ha un replà de barana simulant formes vegetals i florals.